# Elite
 For alternative betydninger, se Elite (flertydig).
En elite er de bedste eller dygtigste af en bestemt gruppe.
Elite kan også socialt referere til Eliteklassen, som socialt højere rangerende og ofte velstillede overklasseborgere i et samfund. Betegnelsen er fx ofte anvendt i Thailand om gruppen bestående af monarkiet, militæret og det øverste lag af bureaukrater, samt velhavende, ofte kinesiske, forretningsfamilier.

## Elite anvendt i andre sammenhænge
Eliten inden for kunstverden kaldes avantgarden, men den viser snarere nye ideer og former, som bryder radikalt med de tidligere.
Der har altid været skoler til de mest intelligente elever. Nu findes der et elitegymnasium i København, Niels Brocks Elitegymnasium. Et forsøg i Århus mislykkedes i 2007.